# Мюррей, Томас (гребец)
Томас (Том) Мюррей (англ. Thomas "Tom" Murray; род. 5 апреля 1994, Бленем) — новозеландский гребец, выступающий за сборную Новой Зеландии по академической гребле с 2012 года. Серебряный и бронзовый призёр чемпионатов мира, победитель этапов Кубка мира. Чемпион Олимпийских игр 2020 в Токио. 

## Биография
Томас Мюррей родился 5 апреля 1994 года в городе Бленем, Новая Зеландия.
Заниматься академической греблей начал в 2010 году, проходил подготовку в местном клубе Blenheim Rowing Club.
Впервые заявил о себе в гребле на международной арене в сезоне 2012 года, выиграв золотую медаль в юниорской гонке распашных рулевых четвёрок на чемпионате мира в Пловдиве.
В 2013 году в восьмёрках одержал победу на молодёжном мировом первенстве в Линце, вошёл в основной состав новозеландской национальной сборной и дебютировал в Кубке мира, в частности занял четвёртое место на этапе в Сиднее.
В 2014 году на этапе Кубка мира в Сиднее стал серебряным и бронзовым призёром в безрульных двойках и рулевых восьмёрках соответственно, также в восьмёрках был лучшим на молодёжном мировом первенстве в Варезе.
В 2015 году взял бронзу на этапе Кубка мира в Люцерне, в то время как на чемпионате мира в Эгбелете финишировал четвёртым.
Благодаря череде удачных выступлений удостоился права защищать честь страны на летних Олимпийских играх 2016 года в Рио-де-Жанейро. В программе восьмёрок сумел выйти в главный финал А и в решающем заезде пришёл к финишу шестым.
После Олимпиады в Рио Мюррей остался в составе гребной команды Новой Зеландии на ещё один олимпийский цикл и продолжил принимать участие в крупнейших международных регатах. Так, в 2017 году в безрульных двойках он победил на этапе Кубка мира в Люцерне и выиграл бронзовую медаль на чемпионате мира в Сарасоте — в решающем заезде пропустил вперёд только экипажи из Италии и Хорватии.
В 2018 году в безрульных двойках был лучшим на этапе Кубка мира в Люцерне и стал пятым на мировом первенстве в Пловдиве.
В 2019 году в той же дисциплине на этапах Кубка мира в Познани и Роттердаме выиграл серебряную и бронзовую медали соответственно, кроме того, завоевал серебряную медаль на чемпионате мира в Линце, уступив в финале только экипажу из Хорватии.